# Baginkatta, Yellapur
Baginkatta là một làng thuộc tehsil Yellapur, huyện Uttara Kannada, bang Karnataka, Ấn Độ.